# 蛇紋蛺蝶屬
蛇紋蛺蝶屬（Scalloped Sailor，學名：Neptidopsis）是蛺蝶科苾蛺蝶亞科苾蛺蝶族中的一屬。物種主要分佈於非洲熱帶地區。

## 物種
- 蛇紋蛺蝶 Neptidopsis fulgurata
- 閃光蛇紋蛺蝶 Neptidopsis ophione